# Cinco Pinos
Cinco Pinos, även San Juan de Cinco Pinos, är en kommun (municipio) i Nicaragua med 7 095 invånare (2012). Den ligger i den västra delen av landet vid gränsen mot Honduras, i departementet Chinandega. Cinco Pinos är en bergig landsbygdskommun med en blandning av åkrar och skog. Cinco Pinos betyder fem tallar, och kommunen har fina tallskogar.

## Geografi
Cinco Pinos är en utpräglad landsbygdskommun. Kommunens enda större samhälle är centralorten med samma namn. Av kommunens 6 781 invånare år 2005 bodde endast  1 192 i centralorten.
Cinco Pinos gränsar till kommunerna San Pedro del Norte i norr,  San Francisco del Norte i öster, Somotillo i söder och till Santo Tomás del Norte och Honduras i väster.

## Historia
Cinco Pinos grundades som pueblo på 1890-talet, och år 1898 hade kommunen 426 invånare.

## Religion
Kommunen firar sina festdagar 9-11 februari till minne av Sankt Caralampio.

## Bilder från Cinco Pinos
|  |  |
|  |  |
|  |  |
|  |  |
|  |  |
|  |  |